# 어린 형수
"어린 형수"는 2016년에 개봉한 대한민국의 영화이다.

## 캐스팅
- 예나 : 보영 역
- 도모세 : 병수 역
- 시현 : 지은 역
- 아리